# Cremastobaeus flaviventris
Cremastobaeus flaviventris är en stekelart som först beskrevs av Alan Parkhurst Dodd 1914.  Cremastobaeus flaviventris ingår i släktet Cremastobaeus och familjen Scelionidae. Inga underarter finns listade i Catalogue of Life.